# Ursula Siemens
Ursula Siemens (* 19. Dezember 1920 in Berlin; † 7. November 2012), geborene Stein, verheiratete Heinrich, war eine deutsche Politikerin (SPD).
Ursula Stein absolvierte die Mittlere Reife und machte eine Ausbildung als Kindergärtnerin. 1940 heiratete sie und wurde Hausfrau. Nach dem Zweiten Weltkrieg trat sie 1945 der SPD bei und ging zunächst in den Schuldienst, wurde aber 1947 wieder Hausfrau. Bei der Berliner Wahl 1963 wurde Ursula Heinrich in die Bezirksverordnetenversammlung im Bezirk Reinickendorf gewählt. Bei der Wahl 1971 wurde sie in das Abgeordnetenhaus von Berlin gewählt, schied aber im April 1972 aus dem Parlament aus. Ihr Nachrücker wurde daraufhin Rainer Papenfuß.
Ursula Heinrich war Vorsitzende der Arbeiterwohlfahrt (AWO) im Bezirk Reinickendorf. Sie heiratete später erneut mit dem Ehenamen Siemens.